# Barret
Barret – miejscowość i gmina we Francji, w regionie Nowa Akwitania, w departamencie Charente.
Według danych na rok 1990 gminę zamieszkiwało 951 osób, a gęstość zaludnienia wynosiła 43 osób/km² (wśród 1467 gmin regionu Poitou-Charentes Barret plasuje się na 332. miejscu pod względem liczby ludności, natomiast pod względem powierzchni na miejscu 327.).